# Clorur de liti
El clorur de liti, LiCl, és una sal formada per cations liti, Li+ i per anions clorur, Cl–. És un compost inorgànic iònic típic. La seva estructura cristal·lina és cúbica com la del clorur de sodi. És un compost molt higroscòpic. És molt soluble en aigua i soluble en etanol i acetona, molt més que el clorur de sodi o el clorur de potassi. La seva toxicitat en rates via oral és DL50 526 mg/kg.

## Preparació
- El LiCl pot preparar-se fent reaccionar l'hidròxid de liti o el carbonat de liti amb àcid clorhídric:

LiOH + HCl → LiCl + H₂O
- També pot obtenir-se mitjançant la reacció, altament exotèrmica, del liti metall amb clor o clorur d'hidrogen anhidre:

2 Li + Cl₂ → 2 LiCl

## Reaccions químiques
El clorur de liti s'empra com a font d'anions clorur. Com la resta de clorurs solubles precipita clorurs de sals insolubles, com per exemple el clorur de plom (II):
2 LiCl(aq) + Pb(NO₃)2(aq) → PbCl2(s) + 2 LiNO3(aq)

## Aplicacions
- El clorur de liti s'empra en la producció de liti mitjançant l'electròlisi de LiCl/KCl fus a 450 °C. LiCl s'empra també en les soldadures d'alumini realitzades en els automòbils.
- En medicina el clorur de liti, presentat com una dissolució injectable de 0,15 mmol/ml, és un agent de diagnòstic que s'empra amb el Sistema LiDCO per a la mesura in vivo del cabal cardíac (la quantitat de sang que el cor bomba cada minut).
- També el LiCl s'empra en el marcatge de vins destinats a la destil·lació.[1]
- En química orgànica s'empra com a reactiu de síntesi.[2]
- Per generar aversió de les ovelles i cabres a les fulles i branques d'oliveres i vinyes i així poder utilitzar aquests ramats per a eliminar les males herbes dels camps cultivats. Investigadors de la Universitat Autònoma de Barcelona ho han fet amb èxit en animals joves als quals després d'alimentar-los amb brots d'oliveres i vinyes, se'ls dona clorur de liti la qual cosa els genera una aversió permanent per aquestes plantes cultivades i només es mengen les males herbes. S'evita així haver de tractar amb herbicides.[3]
- En solució amb aigua (35-40%) també s'utilitza en sistemes d'assecament industrial d'aire, fent passar l'aire que es vol assecar a través d'una dutxa de solució de clorur de liti que absorbeix gran part de la humitat de l'aire.